# Edgardo Adinolfi
Edgardo Adinolfi, vollständiger Name Edgardo Alberto Adinolfi Duarte, (* 27. April 1974 in Montevideo) ist ein ehemaliger uruguayischer Fußballspieler.

## Spielerkarriere

### Verein
Der 1,77 Meter große linke Außenverteidiger Adinolfi begann seine Karriere 1992 bei River Plate Montevideo. In der Saison 1995/96 spielte er dann für den israelischen Verein Maccabi Haifa und erzielte in 22 absolvierten Partien einen Treffer. Zur Clausura 1996 schloss er sich Peñarol an, kam dort bis 1999 auf mindestens 36 Ligaeinsätze bei zwei persönlichen Treffern und blieb bis 1999 bei den Aurinegros. In diesem Zeitraum gewann sein Verein 1996, 1997 und 1999 die uruguayische Meisterschaft. Bereits im Torneo Apertura 1999 kam er aber sowohl für Peñarol als auch für seinen neuen argentinischen Arbeitgeber Gimnasia y Esgrima La Plata zum Einsatz. Es folgte in der Saison 1999/2000 eine erste Station in Europa, wo er in der belgischen Jupiler League einmal für KRC Harelbeke auflief, doch bereits 2000 stand er wieder in Reihen seines vorherigen Verein aus der argentinischen Stadt La Plata. In der Spielzeit 2001/02 war er Kadermitglied des griechischen Vereins Ionikos, bereits 2002 kehrte er jedoch nach Uruguay zurück und spielte in fünf Begegnungen des Torneo Clasificatorio für Centro Atlético Fénix. Von dort ging es für Adinolfi erneut ins südliche Nachbarland. Dort vertrat er nunmehr bis 2004 die Farben der Newell’s Old Boys, für die er bis zum Abschluss der Torneo Clausura 2004 insgesamt 47 Spieleinsätze bei drei erzielten Treffern vorweisen kann. Die Saison 2004/05 hielt für Adinolfi einen abermaligen Europaaufenthalt bereit. In elf Spielen durfte er sich beim spanischen Zweitligisten FC Pontevedra beweisen. Seine drei letzten Stationen im Anschluss daran waren erneut die Newell’s Old Boys, Tiro Federal und der zypriotische Verein Olympiakos Nikosia.

### Nationalmannschaft
Adinolfi nahm mit der uruguayischen U-20-Auswahl an der U-20-Südamerikameisterschaft 1992 teil und wurde Vize-Südamerikameister. Im Verlaufe des Turniers wurde er von Trainer Ángel Castelnoble sechsmal (kein Tor) eingesetzt. Im darauffolgenden Jahr erreichte er mit der Celeste das Viertelfinale der Junioren-Fußballweltmeisterschaft 1993. Der Abwehrspieler war auch Mitglied der uruguayischen A-Nationalmannschaft. Er debütierte dort unter Trainer Héctor Núñez beim 1:0-Auswärtssieg über Peru im Rahmen der Copa Parra del Riego am 19. Oktober 1994 als Mitglied der Startformation. Insgesamt absolvierte er für sein Heimatland bis zu seinem letzten Einsatz am 21. Dezember 1997 18 A-Länderspiele, bei denen er einmal ins gegnerische Tor traf. Im Rahmen seiner Nationalmannschaftskarriere gewann er mit Uruguay die Copa América 1995 und nahm mit seinem Heimatland am FIFA-Konföderationen-Pokal 1997 teil.

### Erfolge
- Copa América: 1995
- U-20-Vize-Südamerikameister: 1992
- Uruguayischer Meister: 1996, 1997

## Trainer- und Funktionärslaufbahn
Nach seiner aktiven Karriere wirkte der "Brasilero" genannte Adinolfi als Co-Trainer von Guillermo Sanguinetti von Januar 2008 bis Ende August 2008 bei Gimnasia y Esgrima La Plata und später an der Seite von Diego Alonso bei Peñarol. Von Mitte August 2009 bis Mitte Dezember 2009 arbeitete er als Assistenztrainer beim Club Atlético Cerro. Schließlich war er vier Jahre lang Trainer der U16 von River Plate Montevideo. Seit Anfang März 2016 hat er bei den Montevideanern die Funktion des Nachwuchskoordinators für die Mannschaften der 3. bis zur 8. División inne. Bereits Mitte März 2016 wurde er jedoch erneut als Assistent Sanguinettis bei dessen neuer Traineranstellung beim ecuadorianischen Klub Club Deportivo River Ecuador vermeldet. Gemeinsam mit Sanguinetti verließ er den Klub am 8. November jenes Jahres und bildet mit ihm seit Januar 2017 in derselben Rollenverteilung das Trainergespann beim Delfín Sporting Club. Dort gewann er mit dem Team die erste Meisterschaftsphase des Jahres 2017, das damit erstmals in der Vereinsgeschichte auch die Qualifikation für die Copa Libertadores sicher stellte.